# Bartolomeo di Plancy
Haïce (in religione Bartolomeo) di Plancy (anni 1130 – 20 febbraio 1193) è stato un vescovo cattolico francese.

## Biografia
Era il figlio terzogenito del nobile francese Ugo II di Plancy e della moglie Emmeline. Mentre i fratelli maggiori Ugo III e Milo ottennero rispettivamente i feudi paterni e cariche in Terrasanta, Haïce fu destinato alla carriera ecclesiastica, e assunse il nome monastico di Bartolomeo.
Non molto è noto della vita di Bartolomeo di Plancy, se non che era cancelliere di Enrico I di Champagne e che, in quanto tale, certificò con la sua firma numerosi documenti dell'epoca. Fu inoltre egli stesso più volte autore o beneficiario di donazioni. Non è improbabile che abbia accompagnato Enrico di Champagne nel suo pellegrinaggio in Terrasanta del 1179-81, dove forse incontrò anche il fratello Milo, ormai influente nobile ierosolimitano. Già decano delle locali chiese di San Pietro e Santo Stefano e prevosto della chiesa di San Quintino, nel 1190 Bartolomeo venne eletto vescovo di Troyes. Tuttavia detenne poco tempo la carica, morendo già il 20 febbraio 1193. Il suo successore alla sede episcopale fu Garnier de Traînel.

## Ascendenza
|                      |   |                         | Genitori             |  |  | Nonni             |  |  | Bisnonni        |  |
|                      |   |                         |                      |  |  | Filippo di Plancy |  |  | Ugo I di Plancy |  |
|                      |   |                         |                      |  |  | Filippo di Plancy |  |  | Ugo I di Plancy |  |
|                      |   | Emeline di Vandeuvre    |                      |  |  | Filippo di Plancy |  |  |                 |  |
| Ugo II di Plancy     |   |                         |                      |  |  | Filippo di Plancy |  |  |                 |  |
|                      |   | Ermessinda di Montlhéry | Milo II di Montlhéry |  |  |                   |  |  |                 |  |
|                      |   | Ermessinda di Montlhéry | Milo II di Montlhéry |  |  |                   |  |  |                 |  |
|                      |   | Ermessinda di Montlhéry | Lithuise di Troyes   |  |  |                   |  |  |                 |  |
| Bartolomeo di Plancy |   | Ermessinda di Montlhéry |                      |  |  |                   |  |  |                 |  |
|                      | … | …                       |                      |  |  |                   |  |  |                 |  |
|                      | … | …                       |                      |  |  |                   |  |  |                 |  |
|                      | … | …                       |                      |  |  |                   |  |  |                 |  |
| Emmeline             | … |                         |                      |  |  |                   |  |  |                 |  |
|                      |   | …                       | …                    |  |  |                   |  |  |                 |  |
|                      |   | …                       | …                    |  |  |                   |  |  |                 |  |
|                      |   | …                       | …                    |  |  |                   |  |  |                 |  |
|                      |   | …                       |                      |  |  |                   |  |  |                 |  |